# Hilvarenbeek
Hilvarenbeek es un municipio de la provincia de Brabante Septentrional, en los Países Bajos. Tiene una población estimada, a inicios de septiembre de 2021, de 15.776 habitantes.
Tiene una superficie de 96,51 km², de los que 1,66 km² cubiertos por el agua.  
El municipio de Hilvarenbeek se creó con este nombre en 1810, durante la ocupación napoleónica, aunque en su configuración actual se remonta a 1997 cuando se fusionó con el municipio de Diessen, conservando en Hilvarenbeek la capital. Además de Hilvarenbeek y Diessen, integran el municipio las localidades de Baarschot, Biest-Houtakker, Esbeek y Haghorst. 

## Galería de imágenes

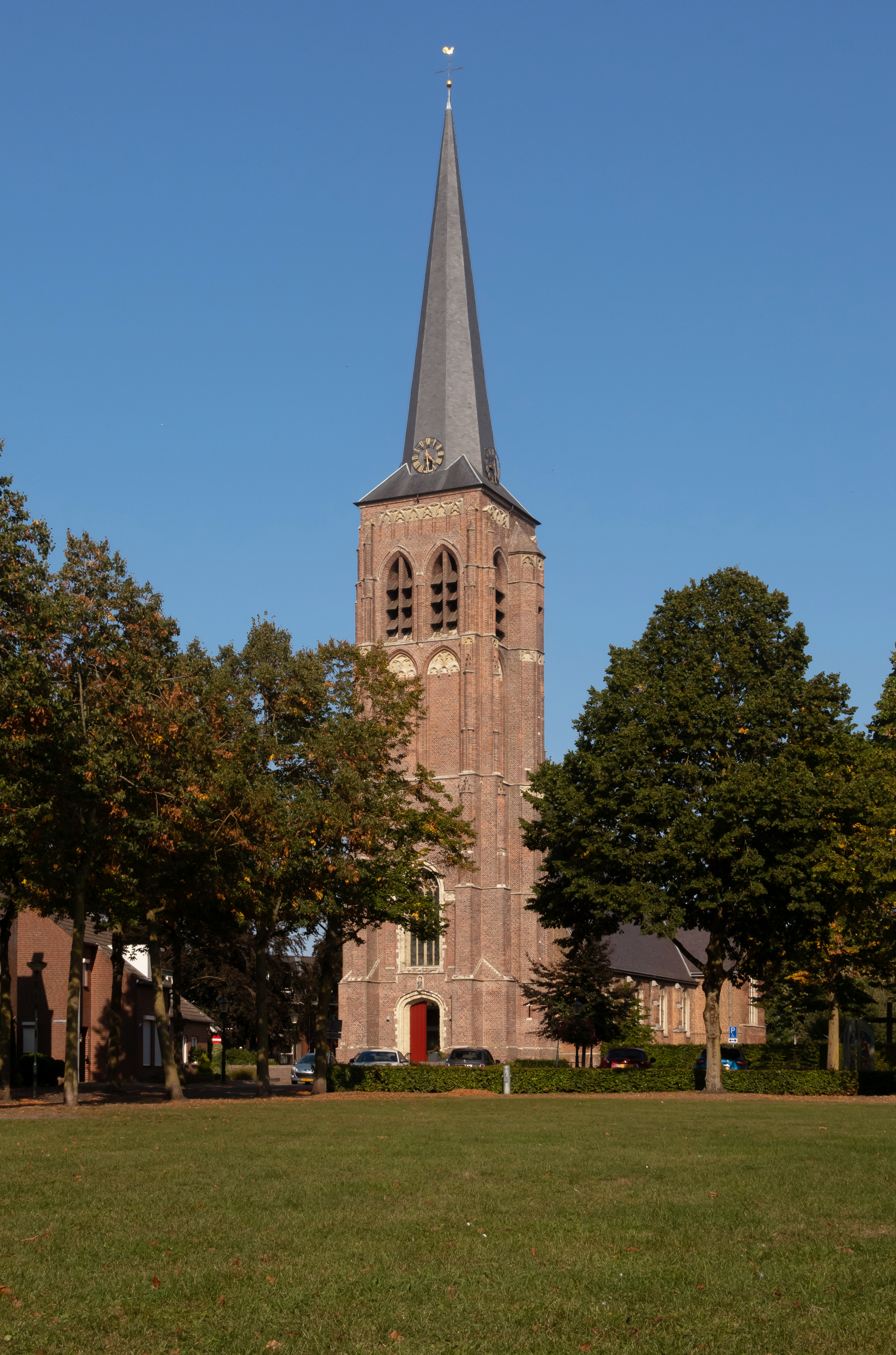
Diessen: Sint Willibrorduskerk
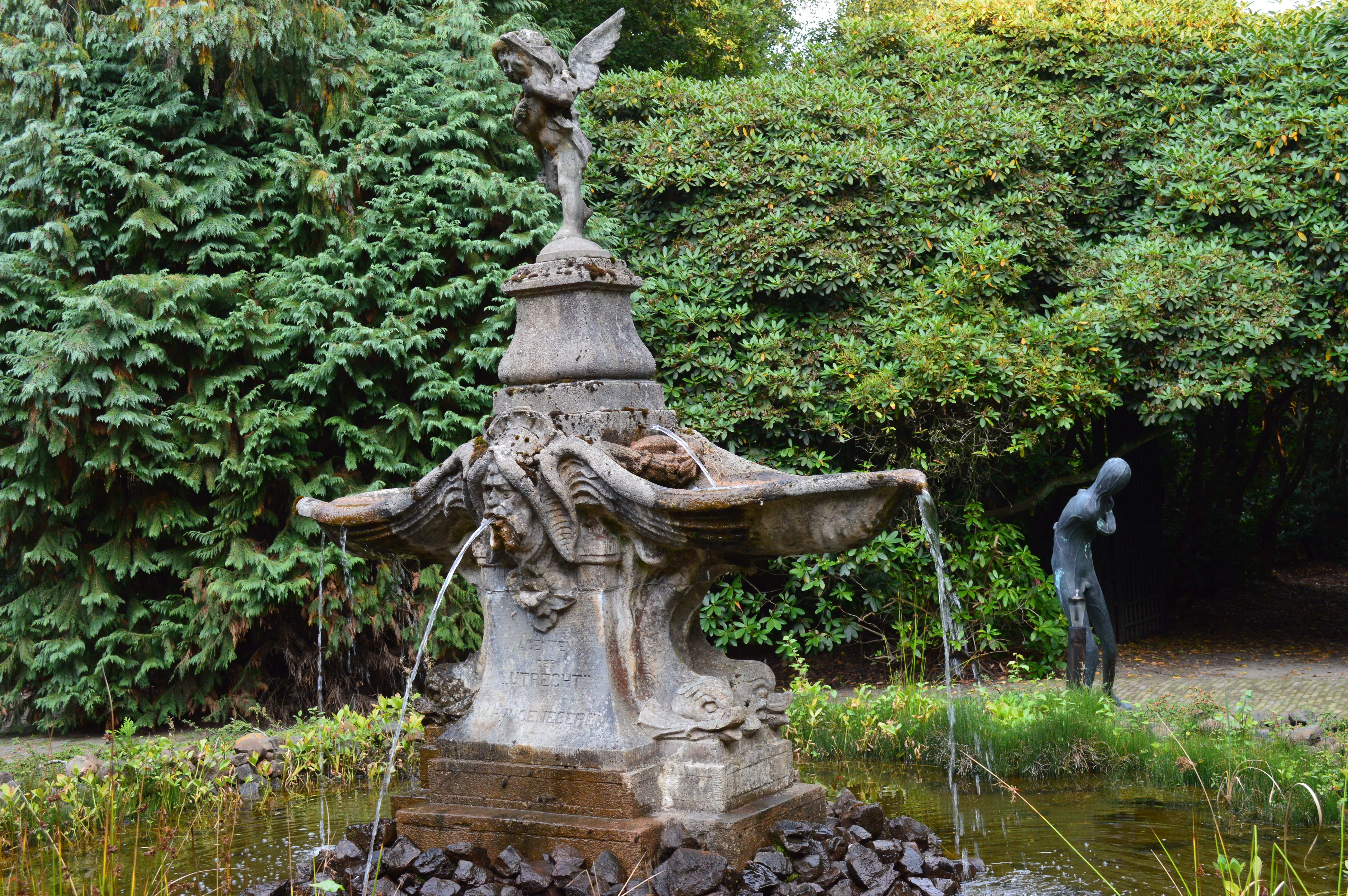
Esbeek: Fuente De Utrecht,
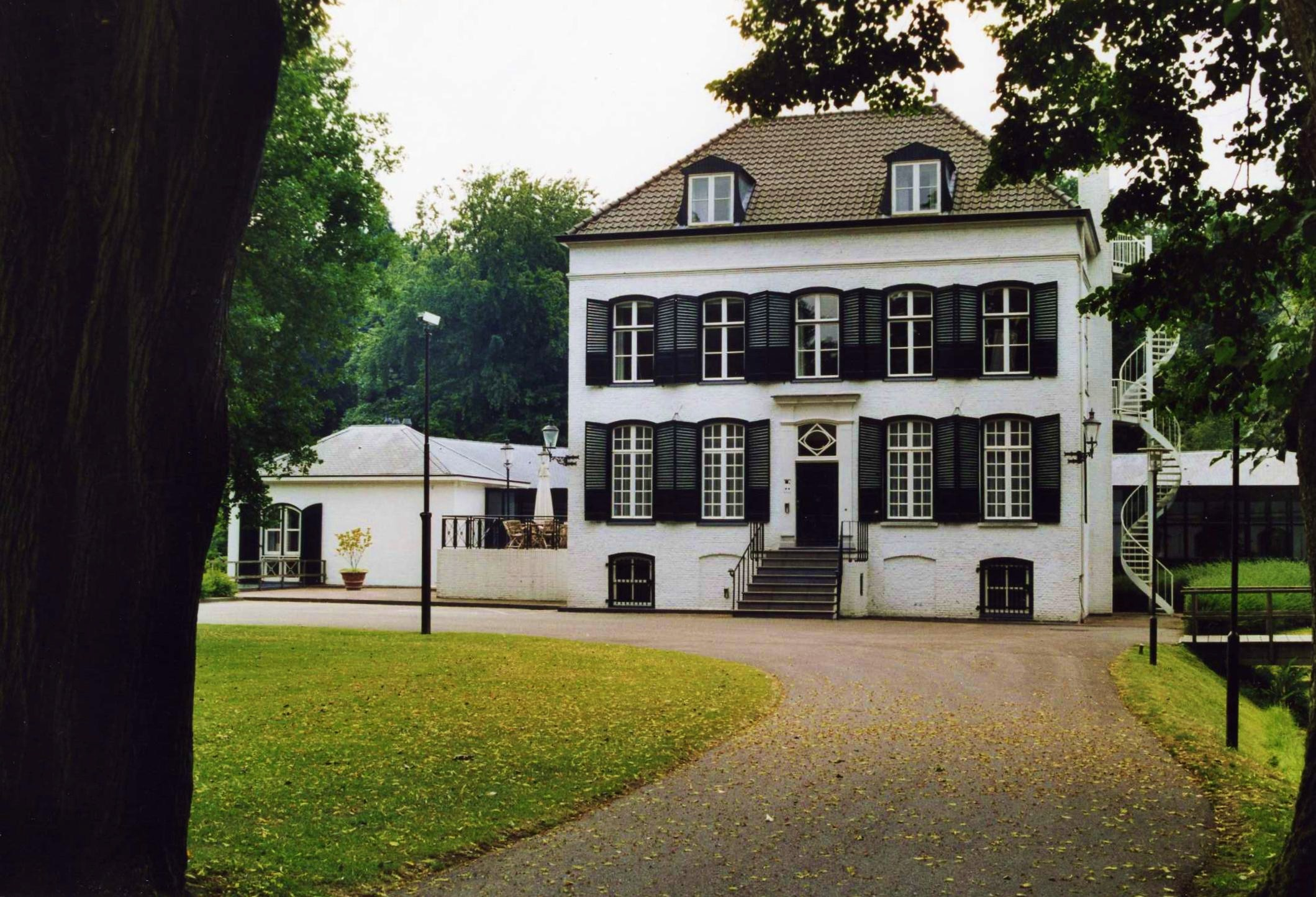
Casa Groenendaal
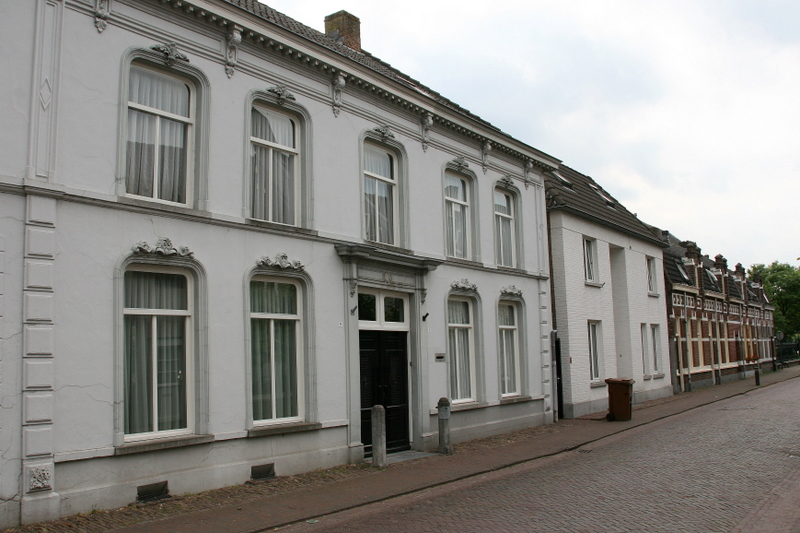
Hilvarenbeek: una calle